# Volleybalvereniging Apollo 8 2021-2022
Questa voce raccoglie le informazioni riguardanti il Volleybalvereniging Apollo 8 nelle competizioni ufficiali della stagione 2021-2022.

## Organigramma societario
Area direttiva
- Presidente: Martin Reesink

Area tecnica
- Primo allenatore: Bart Oosting, Thijs Oosting

## Rosa
| N° | Nome              | Ruolo | Data di nascita   | Nazionalità sportiva |
| -- | ----------------- | ----- | ----------------- | -------------------- |
| 1  | Fleur Meinders    | P     | 13 agosto 2001    | Paesi Bassi          |
| 2  | Tess de Vries     | O     | 21 marzo 2001     | Paesi Bassi          |
| 3  | Marit Zander      | P     | 11 febbraio 2005  | Paesi Bassi          |
| 4  | Emma Bredewoud    | S     | 4 novembre 1998   | Paesi Bassi          |
| 5  | Juliët Huisman    | S     | 30 luglio 1999    | Paesi Bassi          |
| 6  | Marije ten Brinke | C     | 19 aprile 2004    | Paesi Bassi          |
| 7  | Daphne Knijff     | S     | 22 maggio 1996    | Paesi Bassi          |
| 8  | Florien Reesink   | L     | 9 giugno 1998     | Paesi Bassi          |
| 9  | Esther Huls       | O     | 8 luglio 1995     | Paesi Bassi          |
| 10 | Carlijn Koebrugge | C     | 7 gennaio 1998    | Paesi Bassi          |
| 11 | Eline Gommans     | C     | 2 luglio 1994     | Paesi Bassi          |
| 12 | Rianne Vos        | S     | 12 agosto 2000    | Paesi Bassi          |
| 13 | Tess Leemreize    | L     | 24 giugno 2004    | Paesi Bassi          |
| 14 | Jette Kuipers     | S     | 23 luglio 2002    | Paesi Bassi          |
| 15 | Floor Steenwelle  | S     | 29 settembre 2003 | Paesi Bassi          |

## Statistiche

### Statistiche di squadra
| Competizione          | Punti | In casa | In casa | In casa | In trasferta | In trasferta | In trasferta | Totale | Totale | Totale |
| Competizione          | Punti | G       | V       | P       | G            | V            | P            | G      | V      | P      |
| --------------------- | ----- | ------- | ------- | ------- | ------------ | ------------ | ------------ | ------ | ------ | ------ |
| Eredivisie            | 51    | 15      | 12      | 3       | 15           | 9            | 6            | 30     | 21     | 9      |
| Coppa dei Paesi Bassi | -     | 0       | 0       | 0       | 3            | 2            | 1            | 3      | 2      | 1      |
| Supercoppa olandese   | -     | -       | -       | -       | -            | -            | -            | 1      | 0      | 1      |
| Challenge Cup         | -     | 1       | 0       | 1       | 1            | 0            | 1            | 2      | 0      | 2      |
| Totale                | -     | 16      | 12      | 4       | 19           | 11           | 8            | 36     | 23     | 13     |

### Statistiche delle giocatrici
| Giocatrice    | Challenge Cup | Challenge Cup | Challenge Cup | Challenge Cup | Challenge Cup |
| Giocatrice    | P             | PT            | AV            | MV            | BV            |
| ------------- | ------------- | ------------- | ------------- | ------------- | ------------- |
| E. Bredewoud  | 2             | 3             | 3             | 0             | 0             |
| T. de Vries   | 2             | 16            | 14            | 1             | 1             |
| E. Gommans    | 2             | 17            | 10            | 5             | 2             |
| J. Huisman    | 2             | 13            | 9             | 2             | 2             |
| E. Huls       | 1             | 0             | 0             | 0             | 0             |
| C. Koebrugge  | 2             | 28            | 14            | 14            | 0             |
| D. Knijff     | 2             | 4             | 4             | 0             | 0             |
| J. Kuipers    | 2             | 6             | 5             | 0             | 1             |
| T. Leemreize  | -             | -             | -             | -             | -             |
| F. Meinders   | 2             | 9             | 5             | 3             | 1             |
| F. Reesink    | 2             | 0             | 0             | 0             | 0             |
| F. Steenwelle | 0             | 0             | 0             | 0             | 0             |
| M. ten Brinke | 2             | 3             | 3             | 0             | 0             |
| R. Vos        | 2             | 30            | 26            | 2             | 2             |
| M. Zander     | 2             | 1             | 0             | 0             | 1             |

P = presenze; PT = punti totali; AV = attacchi vincenti; MV = muri vincenti; BV = battute vincenti

NB: Non sono disponibili i dati relativi alla Eredivisie, alla Coppa dei Paesi Bassi e alla Supercoppa olandese